# Krokvattnet (Högsäters socken, Dalsland, 650970-128617)
Krokvattnet är en sjö i Färgelanda kommun i Dalsland och ingår i Örekilsälvens huvudavrinningsområde.